# 潘珏
潘玨（1446年—1522年），字玉汝，初号雪竹，入官號澹翁，晚更號萬卷山人，徽州婺源縣人。明朝官員、文人。

## 生平
成化十九年（1483年）癸卯科應天鄉試第八十七名舉人，二十年（1484年）联捷甲辰科三甲五十名進士，授湖廣蘄水縣知縣，升蕲州知州，累陞浙江金華府知府，官至福建按察司僉事，嘉靖元年（1522年）卒，年七十七。

## 著作
有《甘棠集》、《三覲稿》、《澹翁稿》、《雲萍唱和》等集。